# Sihame El Kaouakibi
Sihame El Kaouakibi (Boom, 9 juli 1986) is een voormalig Belgisch politica, voormalig (sociaal) ondernemer en huidig activiste voor rechten voor jongeren en subsidietrekkers. Ze was in 2009 oprichtster en tot 2021 directrice van het voormalige stads- en dansproject Let's Go Urban (LGU). In 2019 werd ze verkozen als volksvertegenwoordiger voor Open Vld in het Vlaams Parlement. Op 8 april 2021 verliet El Kaouakibi de partij Open Vld nadat ze werd beschuldigd van fraude in de boekhouding. Vanaf dan zetelde ze tot 2024 als een onafhankelijke volksvertegenwoordiger. In oktober 2024 besliste de Antwerpse Raadkamer om El Kaouakibi door te verwijzen naar de Correctionele rechtbank voor mogelijke subsidiefraude.

## Biografie

### Opleiding
El Kaouakibi groeide op in Boom als voorlaatste van een gezin van zeven kinderen van Marokkaanse afkomst. Ze volgde tussen 2005 en 2008 een opleiding tot onderwijzeres aan de Artesis Hogeschool te Antwerpen. Vervolgens volgde ze tussen 2008 en 2013 een masteropleiding onderwijskunde aan de Vrije Universiteit Brussel.

### Sociaal ondernemer
El Kaouakibi werd actief als sociaal ondernemer, waarbij ze concepten ontwikkelde voor organisaties, overheidsinstellingen en bedrijven binnen de thema's Jongerenculturen (bijvoorbeeld stads- en straatcultuur), ontwikkeling van jongeren, jongerentewerkstelling, sociale innovatie en verstedelijking. In 2009 stichtte ze Let's Go Urban, in 2013 Youth and Urban Projects en in 2014 A Woman's View.In 2013 is ze volgens het weekblad Knack een van de dertig sterke vrouwen die de wereld veranderden (Knack)
Sihame El Kaouakibi was, op voordracht van N-VA-gedeputeerde Luk Lemmens, van 2013 tot 2018 lid en, op voorstel van gedeputeerde Eric Antonis, voorzitter van de (bovenlokale) culturele projectencommissie van de provincie Antwerpen. De commissie gaf advies en oordeelde over de toekenning van cultuursubsidies voor projecten van Let's Go Urban en andere (concurrerende) organisaties.
Eind 2014 werd El Kaouakibi door Open Vld voorgedragen als lid van de raad van bestuur van de Vlaamse Radio- en Televisieomroeporganisatie (VRT).
Sinds 2014 werd Sihame El Kaouakibi immers vaak als ambassadeur voor de Scheldestad aangezocht. In de zomer van 2014 was ze in het kader van de honderdste verjaardag van de Eerste Wereldoorlog de meter van het herdenkingsprogramma Antwerpen '14-'18 met de tijdelijke pontonbrug over de Schelde als een van de hoogtepunten. In die hoedanigheid ontving ze - samen met acteur Herbert Flack die peter was - het koningspaar tijdens hun bezoek in Antwerpen.
Begin 2017 werd El Kaoukibi ook een van de elf nieuwe ambassadeurs van Klimaatzaak, een vzw die probeert de verdragsrechtelijke verbintenissen van de Belgische overheden inzake klimaatbeleid juridisch af te dwingen voor de rechtbank. Sinds 2018 zetelde El Kaouakibi ook als privé-partner in de jury van het Stadsmarketingfonds dat financiële ondersteuning biedt aan projecten van stakeholders die een meerwaarde zijn voor de (inter)nationale positionering van de stad Antwerpen.

### Politica
In 2019 stapte El Kaouakibi over naar de Open-Vld en hiervoor kreeg zij van de toenmalige Open-Vld-voorzitster Gwendolyn Rutten 50,000 euro van de Open-Vld. Bij de verkiezingen van 2019 kreeg Sihame El Kaouakibi van meet af aan een verkiesbare plaats van het partijbestuur: de tweede plaats van de Open Vld-lijst voor het Vlaams Parlement in de kieskring Antwerpen. Ze werd verkozen met 10.704 voorkeurstemmen. El Kaouakibi wil zich als parlementslid inzetten voor wat zij individuele vrijheid en cultuur, "inclusieve neutraliteit" binnen het Provinciaal en Gemeenschapsonderwijs (waarin ook ruimte is voor religieuze kleding en uiterlijke geloofstekens), en de aanpak van discriminatie (waaronder seksisme en racisme) noemt.
In het Vlaams Parlement viel ze op door enkele keren tegen de lijn van de meerderheid in te gaan. Zo zei ze in haar eerste toespraak in het parlement, tijdens het debat over de regeerverklaring van de pas aangetreden regering-Jambon "dat ik het uiteraard bijzonder moeilijk heb met bepaalde zaken in het regeerakkoord" en stemde ze in juni 2020 als enige uit de meerderheid voor de motie van sp.a, Groen en PvdA over praktijktesten op de huurmarkt.
In 2013 publiceerde Sihame El Kaouakibi haar eerste boek, #BELIEVE, Waarom iedereen zegt maar niemand echt gelooft dat jongeren de toekomst zijn. In november 2020 kwam haar boek Coming In uit.
El Kaouakibi beloofde in 2019 om haar eerste twee maandweddes als kersvers Vlaams parlementslid te schenken aan burgerforum G1000, eind 2021 bleek het geld echter nog steeds niet te zijn aangekomen.
In november 2022 werd El Kaouakibi's vraag om twee halftijdse parlementaire medewerkers aan te werven, niettegenstaande ze er reglementair recht op heeft, afgekeurd door het Uitgebreid Bureau van het Vlaamse Parlement. De afwijzing werd gemotiveerd als een moreel signaal, gelet op haar langdurig ziekteverlof. Nadat in januari 2023 ook haar tweede verzoek om twee deeltijdse medewerkers te verkrijgen door het Vlaams Parlement werd geweigerd, kondigde El Kaouakibi op Instagram aan het politieke toneel te verlaten na de legislatuur. Ook stapte El Kaouakibi naar de rechtbank om de beslissing van het Vlaams Parlement aan te vechten; in maart 2023 oordeelde de Brusselse rechter in kortgeding dat het Vlaams Parlement niet het recht had om El Kaouakibi parlementaire medewerkers te ontzeggen en dat haar langdurige afwezigheid in het parlement en het nog lopende gerechtelijk onderzoek tegen haar niet volstonden als argument om haar verzoek te weigeren. De Vlaamse overheid diende daarom een tijdelijke arbeidsovereenkomst aan te bieden aan de twee kandidaat-medewerkers die El Kaouakibi had voorgedragen, anders zou die een dwangsom van 250 euro per dag moeten betalen, met een maximumbedrag van 100.000 euro. Het Vlaams Parlement besliste zich neer te leggen bij het vonnis en het verzoek van El Kaouakibi alsnog in te willigen. Bij de behandeling van de zaak ten gronde vroeg El Kaouakibi eveneens een schadevergoeding van 3.400 euro, voor de periode waarin ze niet had kunnen beschikken over een parlementaire medewerker, maar omdat ze dat bedrag volgens de rechtbank niet kon onderbouwen, werd haar in december 2023 een symbolische schadevergoeding van een euro toegekend.
In juni 2024 liep het parlementaire mandaat van El Kaouakibi af.

## Overzicht ondernemingen
El Kaouakibi was als (sociaal) ondernemer actief met verschillende vennootschappen en vzw's. Hieronder een overzicht gebaseerd op onder meer publicaties in het Belgisch Staatsblad en de Kruispuntbank van Ondernemingen:
- Let’s Go Urban Academy vzw, dansschool en sociaal project voor probleemjongeren in Antwerpen, opgericht op 23 december 2011; spil in het netwerk van vennootschappen en vzw's die door El Kaouakibi en/of haar partner werden opgericht; failliet verklaard op 3 juni 2021.
- Point Urbain bv, onderneming die exposities, evenementen en catering organiseerde in de eventlocatie JJ House, opgericht door El Kaouakibi en Erika Nguyen op 21 oktober 2016; failliet verklaard op 16 februari 2021[33] met een schuldenlast van 1,1 miljoen euro.
- A woman's view vof, consultancybedrijf mede opgericht op 14 maart 2014[34]
- WeLoveBXL, sociale onderneming actief in Brussel, opgericht op 20 juli 2017[35]
- WannaWork bv, HR-bureau voor 'jonge talenten met een gelaagde identiteit', opgericht op 5 december 2016; de naam 'WannaWork' werd op 1 februari 2021 overgenomen door Vivaldis Interim, een uitzendbureau dat deel uitmaakt van de Antwerpse Copus Group NV[36], de vennootschap zelf werd failliet verklaard op 1 juli 2021 met een schuldenlast van 510.000 euro.[37]
- WannaCatch bv, adviesbureau voor branding en communicatie, opgericht door El Kaouakibi in 2018; was in juni 2020 de enige partner in het zgn. 'community building'-project, een sociaal project van de politiezone Antwerpen opgericht om de afstand en het onbegrip tussen de jongeren in de stad en de politie te verkleinen.[38] Failliet verklaard in 2022[39]
- WannaChange bv, opleidingsplatform voor kansarme jongeren, opgericht in 2017 door El Kaouakibi en zakenpartner Erika Nguyen; werd op 6 mei 2021 failliet verklaard.[40]
- WannaTaste
- NextGenIty (Next Generations in Inclusion & Diversity): marktonderzoeksbureau voor jongeren tussen 12 en 35 jaar die een reële maatschappelijke diversiteit weerspiegelen[41]
- Kaouayen Invest bv, patrimonium bedrijf opgericht door partner Erika Nguyen op 14 juli 2020 met hoofdzetel in JJ house
- Doi Doi, inclusief sociaal restaurant voor Aziatische fusiongerechten, naar het voorbeeld van Jamie Oliver; opgericht in 2017 als spin-off van LGU en Point Urbain met Erika Nguyen als zaakvoerster, stopgezet in 2019[42]
- Youth & Urban Pojects (stopgezet in september 2014), adviserende vennootschap van Sihame en haar broer Nourdine.
- Tokomat, comm. v
- Mechelen Feest vzw, waarin El Kaouakibi tot maart 2017 bestuurslid was. De Mechelse raadscommissie Cultuur gaat na of het (gesubsidieerde) contract ter waarde van 125.000 euro van de vzw met A Woman’s View wel correct is toegekend en uitgevoerd.
- De Schoolbrug vzw, ouder- en leerlingenvereniging waarvan El Kaouakibi in 2014 voorzitter werd, in opvolging van de overleden oprichtster Marleen Van Ouytsel.

### Familie
Sihame El Kaouakibi heeft drie broers en drie zussen. Broer Nourdine is in Boom gemeenteraadslid voor de socialistische lijst Boom één en gewezen OCMW-voorzitter.
Nourdine werkte ook in loondienst van de vzw A Woman's View waar hij door zijn zus in november 2016 werd aangesteld als projectcoördinator (door El Kaouakibi eerst een "extra freelancer" en later "een gemachtigd persoon" genoemd) voor de nieuwbouw en renovatie van het Urban Center, het hoofdkwartier van de LGU Acadamy. Ook broer Youssef, volgens zijn LinkedIn-profiel een 'creative art director', en zus Fatima werkten in verschillende hoedanigheden voor de vzw LGU of een van haar vennootschappen en konden daarvoor volgens de audit van de stad Antwerpen rekenen op subsidies die "niet voldoende onderbouwd" zijn.

## Eerbewijzen
- 2011: El Kaouakibi wordt de allereerste "Antwerpenaar van het jaar", een initiatief dat uitgaat van de tv-zender ATV en Radio 2[45]
- 2012: Vlaamse Cultuurprijs voor Amateurkunsten[46]
- 2012: Belgium's Outstanding Young Person, uitgereikt door JCI (Junior Chamber International) aan jonge, beloftevolle ondernemers[47]
- 2013: Straffe Madam, uitgeroepen door de socialistische cultuurcentrale Curieus
- 2014: Antwerpen Cultuurstad Award
- 2014: 8ste in de Knack-powerlijst van machtigste en invloedrijkste allochtonen van België[48]
- 2014: Erebachelor Karel de Grote Hogeschool[49]
- 2017: Fellow aan de VUB
- 2015: Vrouw Van Het Jaar (Diwan Awards)[50]
- 2018: Global Diversity Award, uitgereikt door Executive Search-bedrijf Stanton Chase[51]

### Subsidiefraude
In 2021 werd El Kaouakibi in diverse audits beticht van onder meer frauduleus gebruik van overheidssubsidies en private donaties, valsheid in geschrifte en misbruik van vertrouwen. Per 31 maart werd geschat dat circa een miljoen euro aangewend werd voor persoonlijke doeleinden, waarvan bijna een half miljoen subsidiegeld en bijna een half miljoen van private investeerders.
Na aanhoudende geruchten over financiële malversaties bij El Kaouakibi's organisatie Let's Go Urban rapporteerde een extern auditbureau in februari 2021 over onverklaarbare geldstromen, alsmede een bedrag van 340.000 euro dat op de verkeerde plaats terecht is gekomen. Ook was de boekhouding eind 2020 enige tijd zoek en ontbraken meerdere facturen van 2018 en 2019.
Begin februari 2021 werd Annemie Moens aangesteld als voorlopig bewindvoerder van Let's Go Urban. Haar voorlopig verslag van eind maart spreekt van "georganiseerd bedrog" en "fantaisistische" (verzonnen) facturen. Zij spreekt het vermoeden uit "dat zeker de laatste jaren het financiële geldgewin voor mevrouw El Kaouakibi en de met haar verbonden vennootschappen voorop stond." In een reactie stelde Sihame El Kaouakibi dat de aanstelling van een voorlopig bewindvoerder een "doorzichtige poging tot karaktermoord" was van "enkele tegenstanders die me reeds geruime tijd trachten te destabiliseren" en dat "het haar onmogelijk wordt gemaakt om cruciale bewijsstukken voor te leggen." Johan Vande Lanotte en de advocaten van El Kaouakibi verklaren dat de mogelijke frauduleuze aanpassingen van facturen gebeurd zijn door anderen en dat er niet kan worden aangetoond dat deze door El Kaouakibi gedaan werden.
Uit het rapport van de audit van de Vlaamse Inspectie voor Financiën van 25 oktober 2021 blijkt dat Sihame El Kaouakibi van 1 januari 2012 tot 1 februari 2021 voor 18 dossiers (17 subsidiedossiers en 1 overheidsopdracht) zo'n 1.363.622 euro verkreeg van de Vlaamse overheid. Kaouakibi verrijkte daarmee vooral zichzelf en haar directe familieleden. Volgens het rapport gaat het om "systematisch en symptomatisch misbruik van subsidiestromen". Meestal gaat het om voorschotten die werden betaald om de kosten van El Kaouakibi's vzw's en andere rechtspersonen te vergoeden waarvoor achteraf nooit facturen werden ingediend om die kosten te bewijzen.
Op 5 februari 2021 startte het Parket Antwerpen ambtshalve een strafrechtelijk onderzoek, dat werd uitgevoerd door de federale gerechtelijke politie van Antwerpen. Op 19 maart stelde het parket een onderzoeksrechter aan om na te gaan of er sprake is van valsheid in geschrifte, het bedrieglijk niet voeren van een correcte boekhouding, subsidiefraude, misbruik van vennootschapsgoederen en misbruik van vertrouwen. Na het afronden van het gerechtelijk onderzoek door de Centrale Dienst voor de Bestrijding van Coruptie in mei 2022 vorderde het Antwerpse parket-generaal de doorverwijzing naar de raadkamer met het oog op berechting door de Correctionele Rechtbank. Om die doorverwijzing juridisch mogelijk te maken besliste de plenaire vergadering van het Vlaams Parlement op 19 oktober 2022 om, in navolging van het eensluidend advies van de parlementaire Commissie Vervolgingen van 17 oktober na inzage in het gerechtelijk dossier, de parlementaire onschendbaarheid van El Kaouakibi op te heffen. 
In oktober 2022 besliste het Antwerpse parket nog dat het El Kaouakibi enkel wilde vervolgen voor fraude met subsidies die Let's Go Urban had gekregen van de stad Antwerpen, ter waarde van 269.000 euro. Het parket oordeelde dat er geen voldoende bewijs was gevonden voor fraude met de subsidies die de vzw had ontvangen van de provincie Antwerpen en de Vlaamse en federale overheid. Nadat de Vlaamse Gemeenschap en de stad Antwerpen in samenwerking met de burgerlijke partijen het parket om bijkomende onderzoeksdaden hadden gevraagd, werd de zitting van de raadkamer voor onbepaalde duur uitgesteld.
Wanneer het extra onderzoek in oktober 2023 negen nieuwe verdachte facturen aan het licht bracht (voor een bedrag van 320.000 euro) vroeg het parket om de parlementaire onschendbaarheid van Kaouakibi voor een tweede maal op te heffen. Het Vlaams Parlement ging hier op 25 oktober 2023 op in.
Na afloop van het (in oktober '23 aangevraagde) tweede bijkomende onderzoek besloot de raadkamer van Antwerpen op 17 oktober 2024 om El Kaouakibi, haar partner en haar vzw Let's Go Urban voor de correctionele rechtbank te dagen voor valsheid in geschrifte en subsidiefraude. Volgens het parket waren er voldoende aanwijzingen dat er in totaal voor 590.000 euro aan subsidiegeld was verduisterd, waarbij het ging om 320.000 euro van de Vlaamse Gemeenschap en 270.000 euro van de stad Antwerpen.De Vlaamse Gemeenschap, een van de burgerlijke partijen - tekende tegen deze doorverwijzing beroep aan bij de kamer van inbeschuldigingstelling (KI). De KI verklaarde op 29 april 2025 het beroep van de Vlaamse overheid onontvankelijk en bevestigde de vordering die de raadkamer van Antwerpen eerder had gesteld.

### Verkiezingsuitgaven
In diezelfde context raakte bekend dat El Kaouakibi bij haar overstap naar Open Vld 53.000 euro ontving van de partij om haar campagne bij de verkiezingen van 2019 vorm te geven, iets wat binnen de liberale partij heel wat wrevel en frustratie veroorzaakte, niet in het minst bij de mandatarissen, militanten en jongerenafdeling die meestal zelf hun verkiezingscampagne moeten financieren. De partijleiding benadrukte wel dat alles wettelijk was verlopen. Van die 53.000 euro werd 20.000 besteed aan haar persoonlijke campagne, de overige 33.000 euro werd betaald voor een persoonlijke medewerker. Ook factureerde ze via haar communicatiebureau 50.000 euro aan de partij om video's voor sociale media te maken voor meerdere verkiezingskandidaten van Open Vld in Antwerpen; 35.000 daarvan ging naar haar persoonlijke campagne, de overige 15.000 werd gebruikt voor de gemeenschappelijke campagne van Open Vld in de provincie Antwerpen.

### Vertrek uit Open Vld
Om naar eigen zeggen zowel El Kaouakibi als de partij te beschermen in afwachting van het resultaat van de onderzoeken en omdat het moeilijk is om haar verdediging in alle sereniteit te kunnen voorbereiden vermits de partij nog niet volledig van het 'Let's Go Urban'-dossier kon kennis nemen, schorste de statutaire commissie van Open Vld onder impuls van partijvoorzitter Egbert Lachaert op 23 februari 2021 El Kaouakibi voorlopig voor zes maanden als partijlid. Na bijkomende onthullingen over "georganiseerd bedrog" en vervalste facturen in het verslag van de voorlopige bewindvoerder van LGU startte Lachaert op 31 maart 2021 bij de interne tuchtcommissie van de partij de procedure tot uitsluiting van El Kaouakibi. Volgens de partijvoorzitter zijn sommige feiten, zoals blijkt uit enkele e-mails in de bijlagen, onweerlegbaar en onverzoenbaar met de ethische standaarden van de partij. "Haar uiterst onzorgvuldige omgang met belastinggeld beschadigen het imago van de partij", aldus nog de voorzitter.
Op 8 april 2021 nam Sihame El Kaouakibi zelf ontslag uit de Open Vld. Ze blijft echter wel zetelen als onafhankelijk Vlaams Parlementslid. Aangezien een parlementszetel persoonlijk toekomt aan de (verkozen) vertegenwoordiger van het volk en niet aan een politieke partij kon de Open Vld haar niet vervangen.

### Ziekteverlof
Dat El Kaouakibi in het Vlaams Parlement al sinds oktober 2020 gewettigd afwezig is wegens ziekte maar toch zowel haar volledige, vaste wedde alsook de (forfaitaire) onkostenvergoeding (samen goed voor gemiddeld 5700 euro per maand) bleef ontvangen zonder tussenkomst van een controlearts, lokte zowel bij de publieke opinie als bij politici verontwaardiging uit. Omdat er geen arbeidsrechtelijke gezagsverhouding werkgever-werknemer bestaat tussen het Vlaams Parlement en het parlementslid - de enige echte werkgever van een parlementslid is de kiezer - en omdat de vaste parlementaire vergoeding grondwettelijk is geregeld en derhalve een federale bevoegdheid is, besliste het Vlaams Parlement unaniem om de onkostenvergoeding te schorsen na 30 dagen afwezigheid door ziekte. Daardoor valt elk Vlaams Parlementslid, in casu dus ook El Kaouakibi, vanaf 1 oktober 2021 na een maand ziekte terug op ongeveer 60 procent van zijn totale basiswedde zoals bij gewone werknemers.

### A Woman's View en VRT
In februari 2021 raakte bekend dat El Kaouakibi's consultancybedrijf, vof A Woman’s View in 2017 met de VRT twee contracten afsloot om prestaties te leveren aan de openbare omroep, waaraan meerdere facturen waren verbonden. Het eerste contract, goed voor ongeveer 33.000 euro, ging om Limburg Finezt, een talentenjacht voor jongeren in Limburg. Voor het tweede contract, gefactureerd voor 2.500 euro, creëerde A Woman's View de choreografie van de Move tegen pesten, een Ketnet-campagne. De onderneemster was op dat moment nog lid van de raad van de bestuur van de VRT, maar ze lichtte de voorzitter van de raad van bestuur niet in over de afgesloten contracten. Hierdoor was er volgens de woordvoerder van de openbare omroep sprake van een inbreuk op het Mediadecreet en het Charter deugdelijk bestuur. De kwestie werd besproken op het auditcomité van de VRT en gerapporteerd aan de raad van bestuur. Vermits El Kaouakibi op het moment van de bekendmaking van de belangenvermenging al twee jaar geen VRT-bestuurslid meer was, werd aan de "inschattingsfout" (dixit El Kaouakibi) geen gevolg meer gegeven.

### Fiscale fraude en achterstallige belastingen
Op 30 maart 2021 startte ook de Bijzondere Belastinginspectie een eigen onderzoek om na te gaan of er sprake is van fiscale fraude en er bedragen moeten worden terugbetaald. Sinds mei 2022 legt de fiscus bewarend beslag op haar parlementaire nettomaandloon van 3.000 euro omdat El Kaouakibi nog "een significant bedrag" aan achterstallige belastingen moet betalen. Haar tegenargumentatie dat ze haar wedde nodig had om te overleven werd, gelet op haar huurinkomsten van een vakantiewoning, in beroep afgewezen.